# Choi Yoon-so
Choi Yoon-so (nascida em 29 de novembro de 1984) é uma atriz sul-coreana.